# Memecylon rivulare
Memecylon rivulare är en tvåhjärtbladig växtart som beskrevs av Kåre Bremer. Memecylon rivulare ingår i släktet Memecylon och familjen Melastomataceae. Inga underarter finns listade i Catalogue of Life.